# Enrichetta del Liechtenstein
Enrichetta del Liechtenstein (nome completo in tedesco Henriette Maria Norberta; Maria Enzersdorf, 6 giugno 1843 – Deutschlandsberg, 24 dicembre 1931) è stata una principessa austriaca naturalizzata liechtensteinese.

## Famiglia
Enrichetta era la settima delle figlie femmine di Aloisio II, Principe del Liechtenstein e di sua moglie, Franziska Kinsky von Wchinitz und Tettau. Era una sorella minore di Giovanni II, Principe del Liechtenstein ed una sorella maggiore di Francesco I, Principe del Liechtenstein.

## Matrimonio e figli
Il 26 aprile 1865, a Vienna, Enrichetta sposò suo cugino il Principe Alfredo del Liechtenstein, il maggiore dei figli del Principe Francesco di Paola del Liechtenstein e di sua moglie la Contessa Julia Potocka. Dal matrimonio nacquero dieci figli:
- Principessa Francesca del Liechtenstein (1866-1939)
- Principe Francesco del Liechtenstein (1868-1929)
- Principessa Giulia del Liechtenstein
- Principe Luigi del Liechtenstein (1869-1955), sposò l'Arciduchessa Elisabetta Amalia d'Austria e furono i genitori di Francesco Giuseppe II, Principe del Liechtenstein
- Principessa Maria Teresa del Liechtenstein (1871-1964)
- Principe Giovanni del Liechtenstein (1873-1959)
- Principe Alfredo del Liechtenstein (1875-1930), capo provvisorio del governo del Liechtenstein nel 1928
- Prince Enrico del Liechtenstein (1877-1915)
- Principe Carlo Aloisio del Liechtenstein (1878-1955), Primo Ministro del Liechtenstein tra il 1918-1920, sposò la Principessa Elisabetta di Urach figlia di Guglielmo, II Duca di Urach e della sua prima moglie Amalia in Baviera
- Principe Giorgio del Liechtenstein (1880-1931)

## Morte
Enrichetta morì nel 1931 a 88 anni. Riposa accanto al marito nella nuova cripta a Wranau.

## Ascendenza
|                                                      |                                                          |                                                             | Genitori                                           |  |  | Nonni |  |  | Bisnonni                               |  |  | Trisnonni                  |  |
|                                                      |                                                          |                                                             |                                                    |  |  |       |  |  | Francesco Giuseppe I del Liechtenstein |  |  | Emanuele del Liechtenstein |  |
|                                                      |                                                          |                                                             |                                                    |  |  |       |  |  | Francesco Giuseppe I del Liechtenstein |  |  | Emanuele del Liechtenstein |  |
|                                                      |                                                          | Maria Anna Antonia di Dietrichstein-Weichselstädt           |                                                    |  |  |       |  |  | Francesco Giuseppe I del Liechtenstein |  |  |                            |  |
| Giovanni I Giuseppe del Liechtenstein                |                                                          |                                                             |                                                    |  |  |       |  |  | Francesco Giuseppe I del Liechtenstein |  |  |                            |  |
|                                                      |                                                          | Leopoldina di Sternberg                                     | Francesco Filippo di Sternberg                     |  |  |       |  |  |                                        |  |  |                            |  |
|                                                      |                                                          | Leopoldina di Sternberg                                     | Francesco Filippo di Sternberg                     |  |  |       |  |  |                                        |  |  |                            |  |
|                                                      |                                                          | Leopoldina di Sternberg                                     | Maria Leopoldina di Starhemberg                    |  |  |       |  |  |                                        |  |  |                            |  |
| Luigi II del Liechtenstein                           |                                                          | Leopoldina di Sternberg                                     |                                                    |  |  |       |  |  |                                        |  |  |                            |  |
|                                                      |                                                          | Joachim Egon di Fürstenberg-Weitra                          | Ludwig Wilhelm August Egon di Fürstenberg-Weitra   |  |  |       |  |  |                                        |  |  |                            |  |
|                                                      |                                                          | Joachim Egon di Fürstenberg-Weitra                          | Ludwig Wilhelm August Egon di Fürstenberg-Weitra   |  |  |       |  |  |                                        |  |  |                            |  |
|                                                      |                                                          | Joachim Egon di Fürstenberg-Weitra                          | Maria Anna Gräfin Fugger von Kirchberg-Weissenhorn |  |  |       |  |  |                                        |  |  |                            |  |
| Giuseppa di Fürstenberg-Weitra                       |                                                          | Joachim Egon di Fürstenberg-Weitra                          |                                                    |  |  |       |  |  |                                        |  |  |                            |  |
|                                                      |                                                          | Sophia Maria di Oettingen-Wallerstein                       | Filippo Carlo di Oettingen-Wallerstein             |  |  |       |  |  |                                        |  |  |                            |  |
|                                                      |                                                          | Sophia Maria di Oettingen-Wallerstein                       | Filippo Carlo di Oettingen-Wallerstein             |  |  |       |  |  |                                        |  |  |                            |  |
|                                                      |                                                          | Sophia Maria di Oettingen-Wallerstein                       | Carlotta Giuliana di Oettingen-Baldern             |  |  |       |  |  |                                        |  |  |                            |  |
| Principessa Enrichetta del Liechtenstein             |                                                          | Sophia Maria di Oettingen-Wallerstein                       |                                                    |  |  |       |  |  |                                        |  |  |                            |  |
|                                                      | Joseph Ernst, IV principe Kinsky von Wchinitz und Tettau | Franz de Paula, III principe Kinsky von Wchinitz und Tettau |                                                    |  |  |       |  |  |                                        |  |  |                            |  |
|                                                      | Joseph Ernst, IV principe Kinsky von Wchinitz und Tettau | Franz de Paula, III principe Kinsky von Wchinitz und Tettau |                                                    |  |  |       |  |  |                                        |  |  |                            |  |
|                                                      | Joseph Ernst, IV principe Kinsky von Wchinitz und Tettau | Maria Sidonia Teresa di Hohenzollern-Hechingen              |                                                    |  |  |       |  |  |                                        |  |  |                            |  |
| Franz de Paula Joseph Kinsky von Wchinitz und Tettau | Joseph Ernst, IV principe Kinsky von Wchinitz und Tettau |                                                             |                                                    |  |  |       |  |  |                                        |  |  |                            |  |
|                                                      |                                                          | Maria Rosa von Harrach                                      | Ferdinand Bonaventura von Harrach                  |  |  |       |  |  |                                        |  |  |                            |  |
|                                                      |                                                          | Maria Rosa von Harrach                                      | Ferdinand Bonaventura von Harrach                  |  |  |       |  |  |                                        |  |  |                            |  |
|                                                      |                                                          | Maria Rosa von Harrach                                      | Maria Rosa von Harrach                             |  |  |       |  |  |                                        |  |  |                            |  |
| Franziska Kinsky von Wchinitz und Tettau             |                                                          | Maria Rosa von Harrach                                      |                                                    |  |  |       |  |  |                                        |  |  |                            |  |
|                                                      |                                                          | Rudolf von Wrbna und Freudenthal                            | Eugen Václav Josef von Wrbna und Freudenthal       |  |  |       |  |  |                                        |  |  |                            |  |
|                                                      |                                                          | Rudolf von Wrbna und Freudenthal                            | Eugen Václav Josef von Wrbna und Freudenthal       |  |  |       |  |  |                                        |  |  |                            |  |
|                                                      |                                                          | Rudolf von Wrbna und Freudenthal                            | Maria Theresia Kollonitz von Kollegrád             |  |  |       |  |  |                                        |  |  |                            |  |
| Therese von Wrbna und Freudenthal                    |                                                          | Rudolf von Wrbna und Freudenthal                            |                                                    |  |  |       |  |  |                                        |  |  |                            |  |
|                                                      |                                                          | Marie Theresia Aloisia von Kaunitz-Rietberg-Questenberg     | Dominik Andreas von Kaunitz-Rietberg-Questenberg   |  |  |       |  |  |                                        |  |  |                            |  |
|                                                      |                                                          | Marie Theresia Aloisia von Kaunitz-Rietberg-Questenberg     | Dominik Andreas von Kaunitz-Rietberg-Questenberg   |  |  |       |  |  |                                        |  |  |                            |  |
|                                                      |                                                          | Marie Theresia Aloisia von Kaunitz-Rietberg-Questenberg     | Bernardina di Plettenberg-Wittem                   |  |  |       |  |  |                                        |  |  |                            |  |
|                                                      |                                                          | Marie Theresia Aloisia von Kaunitz-Rietberg-Questenberg     |                                                    |  |  |       |  |  |                                        |  |  |                            |  |